# الاف لودویگ
الاف لودویگ (آلمانی: Olaf Ludwig؛ زادهٔ ۱۳ آوریل ۱۹۶۰) دوچرخه‌سوار سابق اهل آلمان است.
از باشگاه‌هایی که در آن رکاب زده‌است می‌توان به تیم دوچرخه‌سواری پاناسونیک اشاره کرد. وی در مسابقات بین‌المللی در مجموع برندهٔ ۱ مدال طلا، ۱ مدال نقره، ۱ مدال برنز شده‌است.